# 漢字BOY
『漢字BOY』（かんじボーイ）は、1999年6月3日にJ・ウイング より発売された漢字学習ゲーム。

## 構成

### 既出問題集
過去に出題した2級～7級の問題を級別に解いてゆく。全問終了後に正解率がグラフで表示される。

### ミニゲーム
食に関する熟語、昆虫の漢字名の読み、植物に関する漢字、国名の漢字名の読み取りがある。

## シリーズ作品
漢字BOY2
2000年6月30日発売。漢字の最高レベルが10級になった。
漢字BOY3
2003年6月5日発売。ゲームボーイカラー専用ソフトになった。